# 9438 Satie
9438 Satie (1997 EE16) là một tiểu hành tinh vành đai chính được phát hiện ngày 5 tháng 3 năm 1997 bởi Spacewatch ở Kitt Peak.